# Frank Meyer-Thurn
Frank Meyer-Thurn (* 4. Juni 1959; † 24. Januar 2009 in Frankenthal) war ein deutscher Musiker, Gitarrist, Songwriter und Produzent. Er war auch unter den Pseudonymen FMT, FMTPosse, Zed Lovedust und John Ritt bekannt.
Meyer-Thurn war Mitglied der Mannheimer Formation McScrooge (1977–1980) und der von ihm konzipierten deutschsprachigen Band Camilla Motor (1980–1983), die durch Deutschland und die Schweiz tourte und 2 LPs veröffentlichte. 1984 heiratete er die Sängerin der Band, Camilla Hüther, und veröffentlichte mit ihr 1987 unter dem Namen Strange Voices die Single und Maxi „Brick House“ bei ZYX Records.
1989 war er einer der Mitbegründer der gerade erst entstehenden deutschen Dance Music (u. a. „Psycho“, Platz 2 der deutschen DJ Top 40 Dance-Charts). Seinen größten Erfolg feierte er als Produzent des deutschen Nr.-1-Titels „Pump ab das Bier“ von Werner Wichtig, für den ihm neben seiner Frau Camilla (als Mittexterin) eine goldene Schallplatte für mehr als 250.000 verkaufte Singles verliehen wurde.
Von August 1989 bis Juni 1991 war er Staff Producer bei der CBS Schallplatten GmbH in Frankfurt am Main. Danach war er für diverse Produktionen und Remixes im Auftrag von BMG Ariola, Virgin, EMI, Arista UK und zyx verantwortlich.
Weitere Erfolge in den Single-Charts waren:
- Anna Mwale, „Get Free“ (UK Top 100)
- Streetnoise, „Horse With No Name“ (1996, deutsche Single-Charts, Top 30, Clubhit in Brasilien)
- Worlds Apart, „Everlasting Love (Remix)“ (deutsche Single-Charts, Top 30)
- FMT Feat. Camilla, „Susanne“, „50 Ways to Leave Your Lover“, „So Into You“
- La Bouche, „Whenever You Want My Love“ und „Take Me 2 Heaven“.

Meyer-Thurn arbeitete außerdem mit Lory Bianco, Million Dollar Secret, It Takes Presidents und Melanie Thornton zusammen.

## Diskografie
McScrooge:
- Chili con carne (1978)

Camilla Motor:
- Camilla Motor (WEA 58358)
- Ein neues Glück (Jupiter 6.25294) (Die Single-Auskopplung „Der Zauberer“ war ein Clubhit auf Ibiza)

FMT Feat. Camilla:
- „FMT Feat. Camilla“ (EMI 1992)

Six Was Nine:
- „A Few Bold Strokes From The Brush“ (Virgin 1992)